# 라이스 대학교

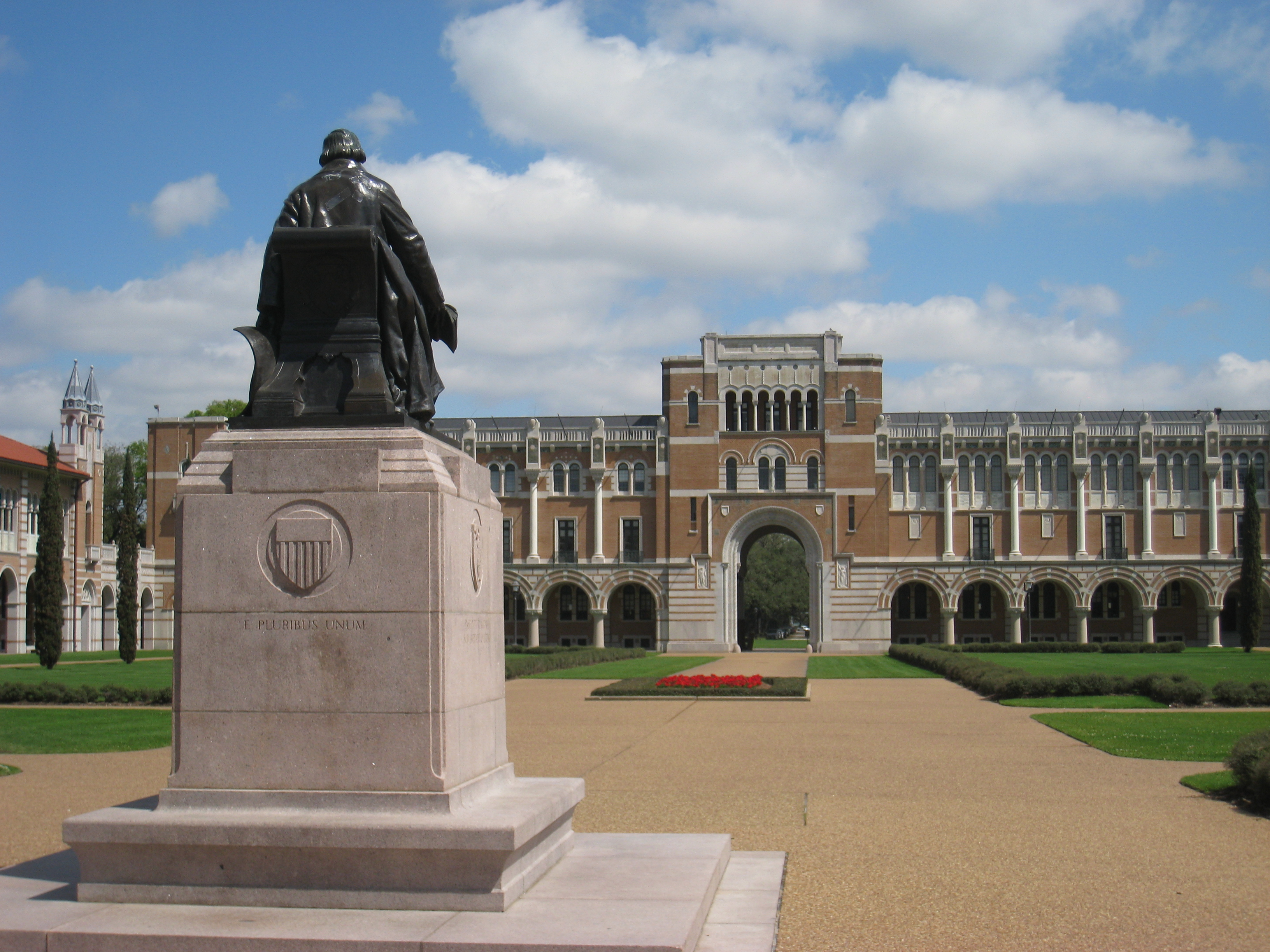
라이스대학 캠퍼스

라이스 대학교(William Marsh Rice University 혹은 Rice University)는 1891년 텍사스주의 실업가 윌리엄 M. 라이스의 기증으로 미국 텍사스주 휴스턴시에 설립된 남부의 명문 사립 대학이다. 오늘날 라이스대학은 우수한 재정지원과 연구 중심의 학교로 학생들에게 아카데믹과 실용성을 강조하면서 소수정예, 그리고 우수한 교수진 등에 의한 최고의 교육을 제공하고 있다.
학부 중심의 라이스 대학은 과학, 공학, 예술, 인문학, 사회과학 분야가 우수한 학교이고 교수와 학생의 비율이 1대5로서, 교수와 학생간의 유대관계가 아주 밀접한 대학이다.
2019년에는 매년 미국 국내 대학 순위를 발표하는 US News & World Report에서 19위를 기록하였다. 학생의 3분의2가 복수 전공을 택한다. 졸업생들의 동창회 활동이 활발해 졸업생 직장알선, 학교재정 지원이 풍부하다.
285에이커(여의도 면적의 약 절반)의 캠퍼스에 약 60개의 아카데믹 건물이 있는 학교이고, 휴스턴 중심부에 위치해서 학생들이 쉽게 도시문화에 접할 수 있도록 되어있다. 매년 약 750명의 소수의 학부 신입생을 선발하며 다양한 교내.외 활동이 활성화 된 학교로 아카데믹이 강하지만, 학생들이 여유를 가지고 생활 할 수 있는 학교이다. 도서관(Fondren Library)은 250만 이상의 책과 300만 이상의 마이크로 문서들을 보유하고 있고, 많고 다양한 형태의 아카데믹 문서들을 학생들에게 제공해 주고 있다.

## 역사
텍사스에서 섬유와 토지, 철도 사업을 통해 많은 재산을 벌어들인 대부호인 윌리엄 마쉬 라이스(William Marsh Rice)가 자신에게 부를 가져다준 텍사스주 학생들에게 무상교육을 실시하려는 목적으로 1891년 5년 '윌리엄 마쉬 라이스 인문학 연구소'를 인가받았다. 그는 이 연구소를 모체로 하여 향후 최고 수준의 순수 인문학 고등교육 기관을 설립할 수 있게 방안을 세우고, 이 기관을 휴스턴 시에 기증했다. 다만 자신의 사후에 연구 활동을 시작해야한다는 조건을 덧붙였다. 1900년 그의 개인 변호사와 하인이 재산을 노려 그를 독살하였다.
라이스의 사망 후, 라이스 재단 이사회는 1907년 에드거 오델 로벳(Edgar Odell Lovett) 프린스턴대학교 교수를 초대 총장으로 임명하였다. 이는 당시 프린스턴 대학교 총장이자 훗날 미국의 28대 대통령을 역임할 우드로 윌슨의 적극적인 추천에 따른 것이었다. 로벳은 남부를 대표하며, 더 나아가 향후 미국 학계의 방향성을 주도할 고등 교육기관의 설립을 목표로 전권을 위임받았다. 그는 1908년부터 1909년까지 2년 동안 미국 및 전 세계 최고의 대학을 순방하며 구상을 구체화했다. 그는 학생의 수를 다소 줄이더라도 최고의 학자를 영입해야 한다는 방침을 세웠다.
이후 라이스 사후 만 12주년이 되는 1912년 9월 23일, 순수학문과 실용기술 학문을 병행하는 최상급의 대학을 지향하는 '인문학, 과학, 예술의 증진을 위한 윌리엄 마쉬 라이스 연구소(William Marsh Rice Institute for the Advancement of Letters, Science, and Art)'라는 교명의 고등교육기관이 설립되었다. 개교 당시 12명의 교수진과 77명의 신입생으로 시작하였다. 보수적인 남부의 정서에도 불구하고, 개교 당시 남학생 48명, 여학생 29명의 남녀공학으로 시작하였다. 1916년 첫번째 졸업식이 거행되어 35명의 학사와 1명의 석사를 배출하였으며, 1918년 최초의 박사 학위를 수여했다.
1957년 남부 대학 중 최초로 영국 옥스포드 대학의 기숙사 제도를 본딴 '레지덴셜 칼리지(residential college)'를 도입했다. 현재 베이커칼리지, 윌라이스칼리지, 존스칼리지 등 11개의 레지덴셜 칼리지가 있으며, 신입생 거의 대부분이, 전체 학부생 중에서는 약 75%가 레지덴셜칼리지에서 생활한다.
이후 1960년 종합대학으로 승격하면서 '라이스 대학교(Rice University)'로 개명하였다.
1962년 존 F. 케네디 대통령이 라이스 대학교 운동장에 운집한 군중 3만5000명 앞에서 우주인을 달에 보내겠다고 공언했다.

## 교육 및 연구

### 입학 현황
2019년 가을에 입학하는 신입생(Class of 2023)의 경우 17,728명의 지원자 중 11%가 합격했다.
신입생 중간 50%의 성적, SAT Critical Reading: 700-790, SAT Math: 720 - 800, SAT Writing: 710-790, ACT Composite: 32 - 35

## 학교 동문 및 교수진
노벨상 수상자

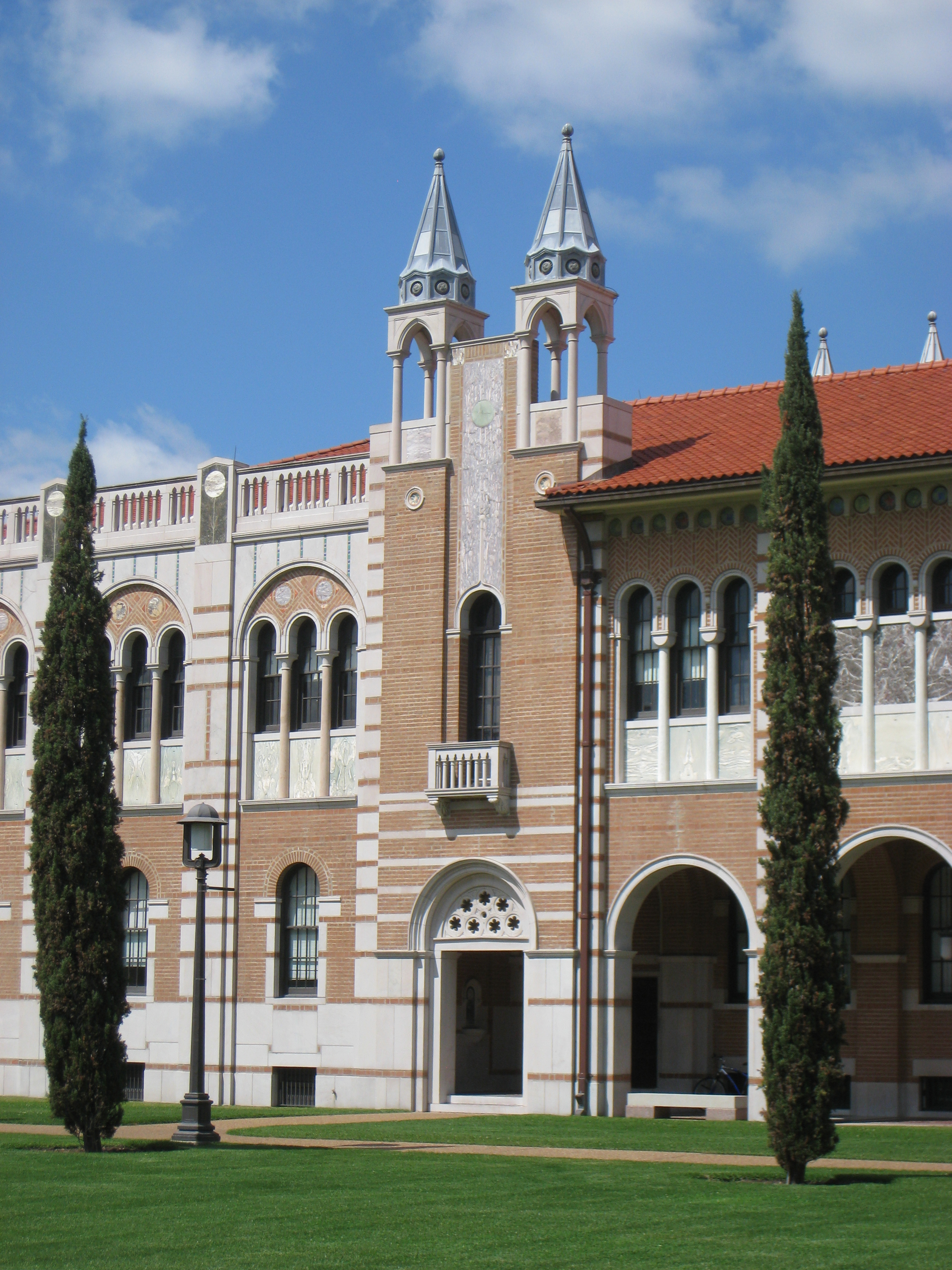
라이스대학 캠퍼스(Academic Quad)

- 로버트 플로이드 컬 주니어  : 1996년 노벨 화학상 공동수상자 - 1954년 학사 졸업.
- 리처드 에레트 스몰리  : 1996년 노벨 화학상 공동 수상자 - 화학과 및 물리천문학과 교수.
- 로버트 우드로 윌슨  : 1978년 노벨 물리학상 공동 수상자 - 학사 졸업.